# Questão Romana

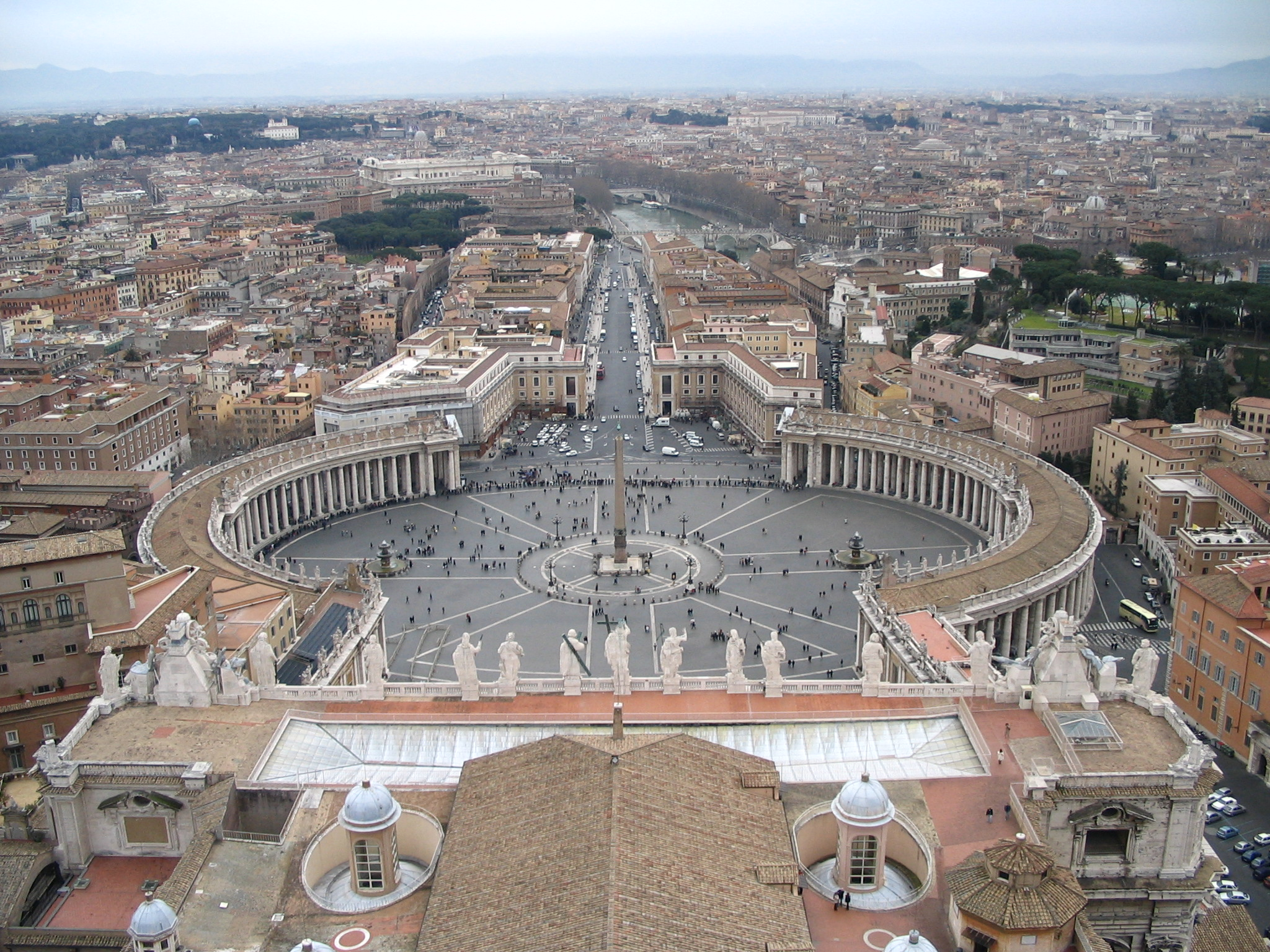
A Questão Romana se encerrou com o estabelecimento do Tratado de Latrão durante o governo de Benito Mussolini, que criou o Estado do Vaticano.

A Questão Romana (em italiano:  Questione romana; em latim: Quaestio Romana) refere-se à disputa territorial ocorrida entre o governo italiano e o papa durante os anos de 1861 a 1929, que culminou na criação do Vaticano pelo Tratado de Latrão durante o governo de Benito Mussolini.
Os chamados Estados Pontifícios, que compunham a parte central da península Itálica, pertenciam à Igreja Católica desde os tempos medievais, tendo sido doados pelo rei franco Pepino, o Breve, ao papa. No ano de 754, o papa Estêvão II recebeu de Pepino o ducado de Roma e as terras conquistadas dos lombardos com o título de Patrimônio de São Pedro.
Em 1861, os italianos promoveram a unificação política da península, mas não conseguiram anexar Roma, dada a forte presença militar francesa em apoio ao papa. Em 1870, os alemães, liderados pelo Reino da Prússia, declararam guerra à França, durante o processo de unificação alemã. Napoleão III retirou as tropas francesas de Roma. Aproveitando este momento, os italianos anexaram Roma ao Reino de Itália. O papa Pio IX não aceitou a perda do “Patrimônio de São Pedro” e declarou-se prisioneiro do governo italiano, dando origem à Questão Romana.

## Histórico
A conclusão da terceira guerra de independência italiana não passou sem consequências para a situação política interna. Tanto os seguidores de Giuseppe Mazzini quanto os católicos lançavam violentas acusações contra a administração moderada. A isto juntou-se a crise do governo Bettino Ricasoli (formalmente determinada por um voto de desconfiança sobre a proibição de se ter comícios sobre a lei eclesiástica) e sua substituição por um governo presidido por Urbano Rattazzi em 10 de abril de 1867.
Foi neste clima político, envenenado pelas polêmicas e marcado pela crescente impopularidade do governo, que amadureceu a última empresa do partido de ação, intencionado a fazer marchar sobre Roma um pequeno exército de voluntários comandado por Giuseppe Garibaldi e a jogar a carta da insurreição popular na capital. Ainda uma vez Rattazzi assumiu uma atitude ambígua, antes aprovando tacitamente a empresa, e depois (chamado por Napoleão III a respeitar os empenhos assumidos pelo governo italiano), fazendo prender Garibaldi em Sinalunga, na província de Siena (24 de setembro de 1867) e forçando-o a estadia obrigatória em Caprera.
Mas com isto não conseguiu parar a ação. Poucos dias depois, evitando o bloqueio naval em volta da ilha, Garibaldi conseguiu chegar até a Toscana e assumir o comando de mais de 9 mil voluntários. No mesmo tempo, Napoleão III julgando que foram violados os acordos, ordenou a partida de Tolone de uma expedição de 20 000 homens com destino a Roma para garantir a proteção do papa.
Uma primeira tentativa de insurreição falhou entre os dias 22 e 23 de outubro de 1867: um grupo de voluntários, guiado pelos irmãos Enrico e Giovanni Cairoli, penetrou na cidade com objetivo de levar armas para os revolucionários, mas deparou-se com os guardas pontifícios em Villa Glori. Os mortos foram 76, incluindo os dois irmãos comandantes.

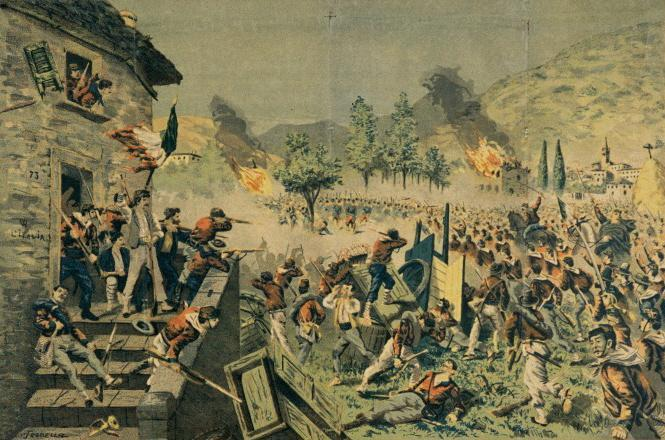
Batalha de Mentana

Três dias mais tarde Giuseppe Garibaldi, chegando em Monterotondo (a poucos quilômetros de Roma), obrigou a guarnição pontifícia a se render, mas em 3 de novembro de 1867, em Mentana (último posto avançado no caminho da capital), sofreu uma dura derrota por parte da guarnição francesa que tinha acabado de desembarcar em Civitavecchia e que era superior em número e sobretudo armada com os novíssimos fuzis Chassepots, que eram recarregáveis pela culatra. Forçado a recuar em território italiano, Garibaldi foi preso pelas tropas do rei  e enviado de volta para Caprera.
A onda de indignação da opinião pública contra o governo, presidido pelo general Luigi Federico Menabrea (sucedido a Urbano Rattazzi em 27 de outubro de 1867 no auge da crise romana), e contra a França foi muito forte e juntou-se à crise social aberta pela lei sobre o moído. Em 14 de dezembro de 1869 o governo Menabrea foi forçado a demitir-se e foi substituído por um ministério presidido por Giovanni Lanza, que se valeu, como ministro das finanças, da obra muito eficaz de Quintino Sella.
Tratava-se de uma virada em relação aos governos anteriores, regidos por homens de confiança do rei (o "partido da corte"), quase sempre sem grande experiência política e econômica. Ele dedicou-se primeiro ao saneamento financeiro e ao equilíbrio do balanço, assumindo providências muito severas (entre as quais o aumento dos impostos diretos e indiretos, cortes nas despesas militares, redução dos escritórios centrais e periféricos). O governo Lanza gozou também de uma situação internacional particularmente favorável e aproveitou-se deste fato para resolver definitivamente a Questão Romana.
O conflito que explodiu em 19 de julho de 1870 entre França e Reino da Prússia criou as condições para uma fácil intervenção militar pelo Reino de Itália. Já no começo de agosto de 1870, Napoleão III foi forçado a retirar a pequena expedição que estacionava no Lácio, enquanto na Itália toda aumentava a pressão popular para que o governo acelerasse uma solução baseada na força. Em 1º de setembro de 1870, o imperador francês Napoleão III foi feito prisioneiro pelos prussianos e no dia 4, em Paris, foi proclamada a república. No dia 5, o governo italiano decidiu por unanimidade ocupar Roma.
O conde Gustavo Ponza de S. Martino foi enviado para a capital para tentar uma solução pacífica com o papa Pio IX. O rei Vítor Emanuel II oferecia ao papa "todas as garantias necessárias para a independência espiritual da Santa Sé", mas o papa recusou decididamente qualquer negociação. Assim o exército italiano, comandado pelo general Cadorna, invadiu o Estado Pontifício sem encontrar resistência. Foi necessário usar a força somente para entrar em Roma: em 20 de setembro de 1870 a artilharia italiana abriu uma brecha nos muros perto da Porta Pia e a cidade foi conquistada. Morreram 49 soldados italianos e 19 soldados pontifícios.

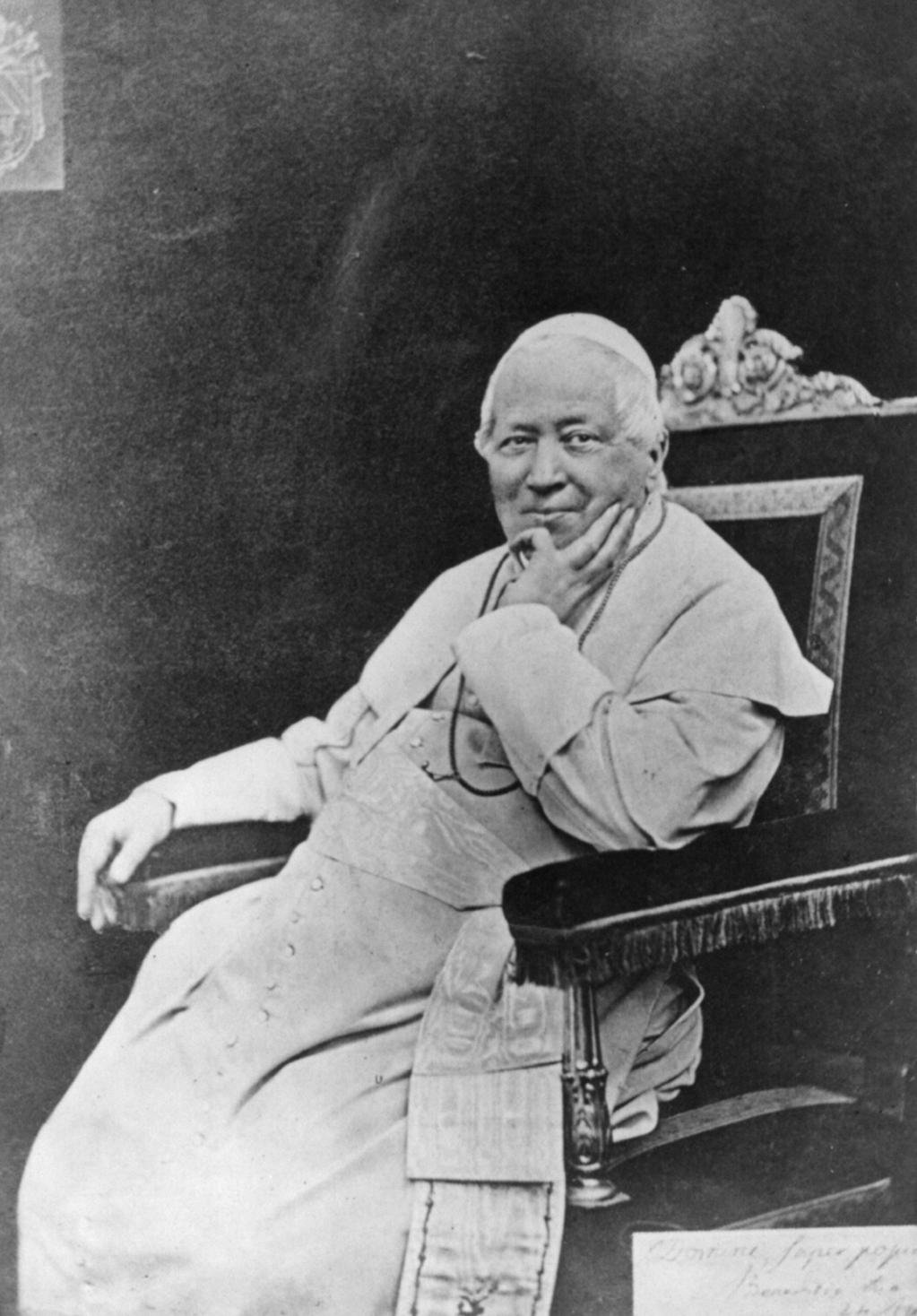
O Papa Pio IX, que deflagrou a questão romana.

Em 2 de outubro de 1870, um plebiscito sancionou a anexação de Roma e do Lácio ao Reino de Itália: em 135 188 votantes, 133 681 foram favoráveis e 1 507 contrários. Um mês mais tarde, Pio IX emanou a encíclica "Respicientes" na qual declarou "injusta, violenta, nula e inválida" a ocupação italiana, denunciou a condição de cativeiro do pontífice e excomungou o rei da Itália. De sua parte, o senado italiano votou, em 27 de janeiro de 1871, a transferência da capital de Florença para Roma com 94 votos favoráveis e 39 contrários. Desaparecia assim o último território do poder temporal da Igreja Católica e no mesmo tempo foram subtraídos, ao movimento democrático, um objetivo e um argumento de agitação política que no passado haviam qualificado sua ação.
Desde então a esquerda mudará sua identidade assumindo conotações profundamente diferentes. Os católicos, ao contrário, não modificaram sua posição de rígida contraposição em relação ao novo estado italiano, não obstante o parlamento havia votado uma lei (lei das garantias de 21 de março de 1871) com a qual assegurava para a Igreja a absoluta liberdade de culto e a soberania sobre os prédios do Vaticano, de Latrão e da casa de Castel Gandolfo considerados fora do território (extraterritorialidade), destinando também para a mesma, uma côngrua, doação anual, igual àquela que o erário pontifício pagava para o mantimento da corte do Papa.
Passaram-se alguns decênios para ser removida a absoluta e taxativa proibição de Pio IX de participar, mesmo que com o voto, da vida política (non expedit).
Ao lado da questão social, constituída pela revolta meridional, se flanqueava, porém sem entrelaçar, a questão da conclusão do processo de unificação, começando pela questão romana que tornou-se mais incandescente pela decisão do primeiro parlamento italiano de declarar, na sessão de 27 de março de 1861, Roma capital do Reino de Itália quando ainda a cidade estava firmemente nas mãos do papa, garantido pelo apoio das principais potências da Europa.
A favor de uma rápida conquista de Roma mobilizou-se em particular o Partido de Ação e mais em geral os democratas. Depois que os moderados conseguiram dirigir e controlar plenamente o processo de unificação, para a corrente democrática a questão romana permaneceu praticamente como o único cavalo de batalha e único tema qualificativo para conservar e recuperar uma identidade e uma presença política significativa. De fato ela servia particularmente para que a corrente democrática alcançasse seu objetivo:
Em primeiro lugar a relevância internacional da questão romana a colocava no centro dos difíceis equilíbrios da complexa rede de alianças tecidas pelos moderados no contexto europeu. Fazer precipitar a situação acelerando e forçando o processo de unificação (pondo a questão romana em termos revolucionários) significaria colocar em gravíssima dificuldade a direita, fazer emergir suas contradições e colocar em crise toda a política externa. Tanto mais que a onda de geral simpatia da qual gozou a revolução italiana entre as potências liberais, andou rapidamente apagando-se, e a Itália, que com a unificação ficou maior do que o previsto, agora era vista com geral desconfiança.
Em segundo lugar a impossibilidade de separar a questão romana dá problemática político-religiosa exasperava a contraposição entre o intransigente anticlericalismo (e por certos aspectos anticatolicismo) dos democratas e a lógica de mediação e de compromissos de uma parte da direita. A fórmula separatista de Cavour "livre Igreja em livre estado" baseava-se de fato na ideia de um compromisso estável entre Estado liberal e Igreja católica, fundado sobre a renúncia, por parte da segunda, ao próprio poder temporal em troca do domínio espiritual, e sobre o empenho do primeiro a garantir não somente a plena liberdade religiosa mas o "primado ético-civil do catolicismo como base da vida nacional".
Neste sentido orientaram-se as negociações iniciadas pelo Conde de Cavour com a Santa Sede, e continuada por Bettino Ricasoli, que em 12 de junho de 1861 sucedeu a Cavour na guia do governo. Católico praticante, o barão Ricasoli tentou convencer o Papa Pio IX para uma solução negociada, e de abrandar a posição francesa sobre a questão. Mas recebeu uma dupla recusa:
- Pio IX defendeu o próprio poder temporal com intransigência, opondo um seco "non possumus" (não podemos) para as hipóteses diplomáticas italianas;
- Napoleão III prolongou ulteriormente a permanência das tropas francesas no Estado Pontifício, avisando que uma iniciativa italiana naquele território seria considerada como uma direta agressão.

Contestado quer seja pela direita, que preferia uma maior cautela, quer seja pela esquerda, que queria uma política externa mais agressiva ameaçando o recurso à ação direta de tipo garibaldino, depois de apenas nove meses de governo, no dia 3 de março de 1862, Ricasoli teve que apresentar sua demissão.
Foi substituído por Urbano Rattazzi, mais perto das posições da esquerda e de qualquer modo convicto da oportunidade de repetir a manobra de Cavour de 1860 através do uso sem escrúpulos da ação extragovernativa garibaldina. Assim Giuseppe Garibaldi começou a organizar grupos de voluntários em Veneto (Veneza), animado pelo consenso tácito do governo italiano que, segundo uma técnica experimentada, esperava conseguir vantagens pela ação vindo de baixo sem se comprometer.
Mas o clima internacional havia mudado. O apoio da Inglaterra não era mais incondicional como no passado. E o comportamento da França, que ficou mais atenta em relação a esta potência (Itália) que cresceu nas fronteiras meridionais, permanecia intransigente. Portanto, quando Napoleão III declarou sua aberta hostilidade para qualquer iniciativa, Rattazzi e o rei tiveram que intervir e dispersar com a força as organizações de voluntários.
O governo interveio com mais energia quando Garibaldi, poucos meses mais tarde, tentou a aventura do sul, concentrando seus voluntários na Sicília para marchar sobre Roma, na tentativa de repetir a gloriosa empresa de dois anos antes, levando-a desta vez até seu extremo cumprimento (liberação de Roma: «Ou Roma ou morte!»).
O governo italiano, empurrado pela França, proclamou o estado de sítio, ordenando às tropas regulares de deter os voluntários com o uso da força. O choque aconteceu no dia 29 de agosto nas encostas do Aspromonte, na Calábria, onde o exército italiano não hesitou em abrir fogo. Garibaldi foi ferido (como recita o canto popular dedicado ao episódio: «Garibaldi foi ferido, foi ferido numa perna, Garibaldi que comanda, que comanda seus soldados»), preso e aprisionado no forte Varignano.
Mas o governo Rattazzi não sobreviveu à crise que nasceu e poucos meses depois, no dia 8 de dezembro de 1862, foi forçado a demitir-se. Da falência da aventura romana saíram como perdedores tanto os moderados (porque suas indecisões causaram uma profunda ferida ao orgulho nacional), quanto os democratas (porque seus métodos revolucionários revelaram-se ineficazes). Sobretudo resultou impraticável, na nova situação nacional, o entrelaçamento entre diplomacia moderada e ação direta democrática que, ao contrário, dominou a fase anterior.
Daquele momento em diante o governo teve que adotar uma tática totalmente diferente, feita de muitas negociações diplomáticas e atenta para desfrutar todas as frestas abertas no cenário europeu pelas contradições entre as potências dominantes. Esta via foi seguida pelo ministério presidido pelo moderado Marco Minghetti, que sucedeu em março de 1863 ao governo de transição de Luigi Carlo Farini. Convicto da necessidade de uma solução consensual da questão romana, Minghetti moveu-se no plano diplomático com o objetivo prioritário de tranquilizar as grandes potências e em particular a França.
Em 15 de setembro de 1863, esta política deu seu primeiro significativo resultado, com a assinatura de um acordo (a Convenção de Setembro) com Napoleão III, com que o governo italiano empenhava-se em defender as fronteiras do estado pontifício e a estabelecer a própria capital em Florença (tratava-se de uma implícita renúncia de Roma como capital), em troca da retirada das tropas francesas em dois anos. Desta maneira era garantida a benevolência de Napoleão III (cuja guarnição em Roma começava a custar demais) e contemporaneamente se colocava os democratas na frente do fato cumprido.
Mas a onda de impopularidade desta solução derrubou o governo. Os democratas denunciaram com força o caráter da definitiva renúncia de "Roma capital" e o risco de um "Aspromonte permanente" implícito no empenho italiano a tutelar as fronteiras pontifícias. No dia 21 de setembro Turim insurgiu-se contra a decisão de transferir a capital; foi uma repressão sangrenta que causou 30 mortes. Minghetti foi assim forçado a demitir-se (23-09-1864) e foi substituído pelo general La Marmora (28-09-1864).
O Vaticano, preocupado pelas possíveis consequências do acordo ítalo-francês, endureceu ulteriormente sua atitude intransigente, confirmando duramente sua condenação do liberalismo e de qualquer forma de modernização. Em dezembro de 1864 foi publicada a encíclica do papa "Quarta Cura", junto com um "Silabo de erros" que incluía todos os princípios essenciais do liberalismo. Entre as muitas proposições enunciadas, a 79a afirmava que a liberdade de discussão corrompe as almas e a 32a que o clero tem o direito natural de ser isentado do serviço militar. A tolerância religiosa, a liberdade de consciência e de imprensa, a legislação subversiva, foram todas condenadas, junto com o socialismo, o racionalismo e as associações pela difusão da Bíblia, e era decididamente negado que o papa tivesse ou pudesse descer a compromissos com o progresso, o liberalismo, a moderna civilização.
O Sílabo suscitou enorme indignação e a parte menos antiliberal do clero se apressou para colocar em dúvida tanto o significado dele quanto sua autoridade, enquanto a maior parte da hierarquia eclesiástica o aceitou como um pronunciamento infalível (com base no dogma da infalibilidade do papa em matéria de doutrina). Em seguida não faltaram alguns defensores afirmando que o Sílabo não impedia um católico de definir-se liberal em política. Na realidade, considerando que as proposições condenadas estavam difundindo-se rapidamente, se podia esperar que a Igreja mudasse seu metro e chegasse a um acordo com o liberalismo e a civilização moderna, num futuro não muito longe.
De qualquer modo sua publicação originaria apareceu como um grave golpe contra as tendências favoráveis ao compromisso e provocou uma verdadeira onda de anticlericalismo. Francesco Crispi anunciou no Parlamento que a cristandade devia ser purgada dos vícios da Igreja romana ou morrer. Sucessivos governos conservadores propuseram que os seminários fossem submetidos ao controle do governo, que os prefeitos pudessem, quando necessário, interferir até na celebração dos ritos religiosos e que os padres pudessem ser denunciados e chamados a julgamento quando recusassem a absolvição para aqueles que foram excomungados por motivos políticos.
A sucessiva lei de 1866 suprimiu quase todas as ordem e congregações religiosas e confiscou seus bens. Quase 13 000 entidades eclesiásticas foram suprimidas e, com base nesta nova lei, outras 25 000 seguiram a mesma sorte. A parcial justificação veio fazer observar que era justo que uma parte dos bens da Igreja passasse ao Estado agora que este último entendia assumir a responsabilidade da instrução e da beneficência pública.
Os reditos das paróquias foram deixados intactos, mas os capítulos das catedrais e os bispos foram forçados a ceder para o Estado suas propriedades recebendo em troca somente 5% (depois de ter deduzidos três décimos por escopos educativos e de beneficência pública). Os seminaristas foram obrigados a prestar o serviço militar e o novo código civil não deu sanção legal aos casamentos que não fossem celebrados segundo o rito civil.
Essa incómoda questão de disputas entre o Estado e a Igreja só terminou em 1929, quando o ditador fascista Benito Mussolini, necessitando de apoio da Igreja e dos católicos, assinou com o cardeal Pietro Gasparri, representante do Papa Pio XI, a Concordata de São João Latrão. Por esse tratado, firmou-se um acordo pelo qual se criava o Estado do Vaticano, o Sumo Pontífice recebia indenização monetária pelas perdas territoriais, o ensino religioso era obrigatório nas escolas italianas e se proibia a admissão em cargos públicos dos sacerdotes que abandonassem a batina.